# Hemaris beresowskii
Hemaris beresowskii là một loài bướm đêm thuộc họ Sphingidae. Loài này có ở tây nam Trung Quốc.
Phía trên cánh sau giống của loài Hemaris ottonis.